# تراپیست
تلسکوپ کوچک جنوبی گذر سیاره‌ها و خرده‌سیاره‌ها (انگلیسی: Transiting Planets and Planetesimals Small Telescope–South) که به اختصار تراپیست (TRAPPIST) نامیده می‌شود، یک تلسکوپ رباتیک رصدی بلژیکی است که در رصدخانه لاسیا که زیرمجموعه رصدخانه جنوبی اروپا است و در کوه‌های شیلی قرار دارد، نصب شده و در سال ۲۰۱۰ شروع به فعالیت کرده است. این تلسکوپ نام خود را از آبجو تراپیست گرفته است.
تلسکوپ تراپیست از لیژ بلژیک کنترل می‌شود و تلسکوپی بازتابی با قطر دهانه ۶۰ سانتی‌متر است و در گنبد تلکسوپ بازنشسته سوئیسی T70 جای گرفته است.
این تلسکوپ حاصل همکاری مشترک دانشگاه لیژ بلژیک و رصدخانه ژنو سوئیس است و با هدف ویژه کشف و رصد دنباله‌دارها و سیاره‌های فراخورشیدی ساخته و بهینه‌سازی شده است.
در نوامبر ۲۰۱۰ این تلسکوپ از معدود تلسکوپ‌هایی بود که موفق به رصد اختفای جسم سیاره‌ای اریس شد و نشان داد که ممکن است اریس کوچک‌تر از پلوتون باشد.
در سال‌های ۲۰۱۷ و ۲۰۱۷ تیمی از اخترشناسان با استفاده از این تلسکوپ و روش‌های یافتن سیاره‌های فراخورشیدی موفق به کشف ستاره کوتوله فراسرد تراپیست-۱ و ۷ سیاره گذری شدند که حداقل سه سیاره از آنها دارای ابعاد و اندازه‌ای نزدیک به زمین بوده و در حال گردش به دور این ستاره هستند.

## نگارخانه

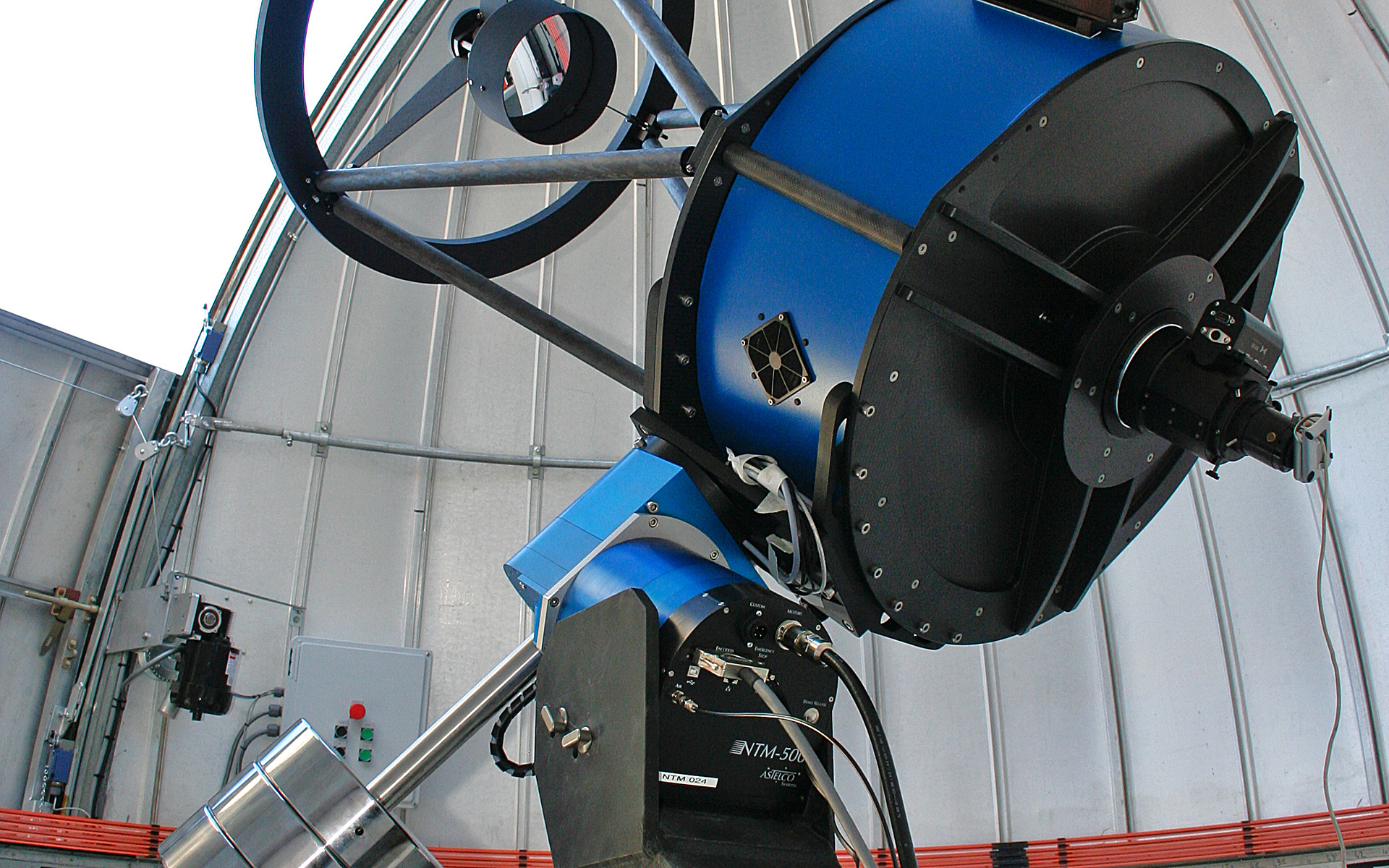
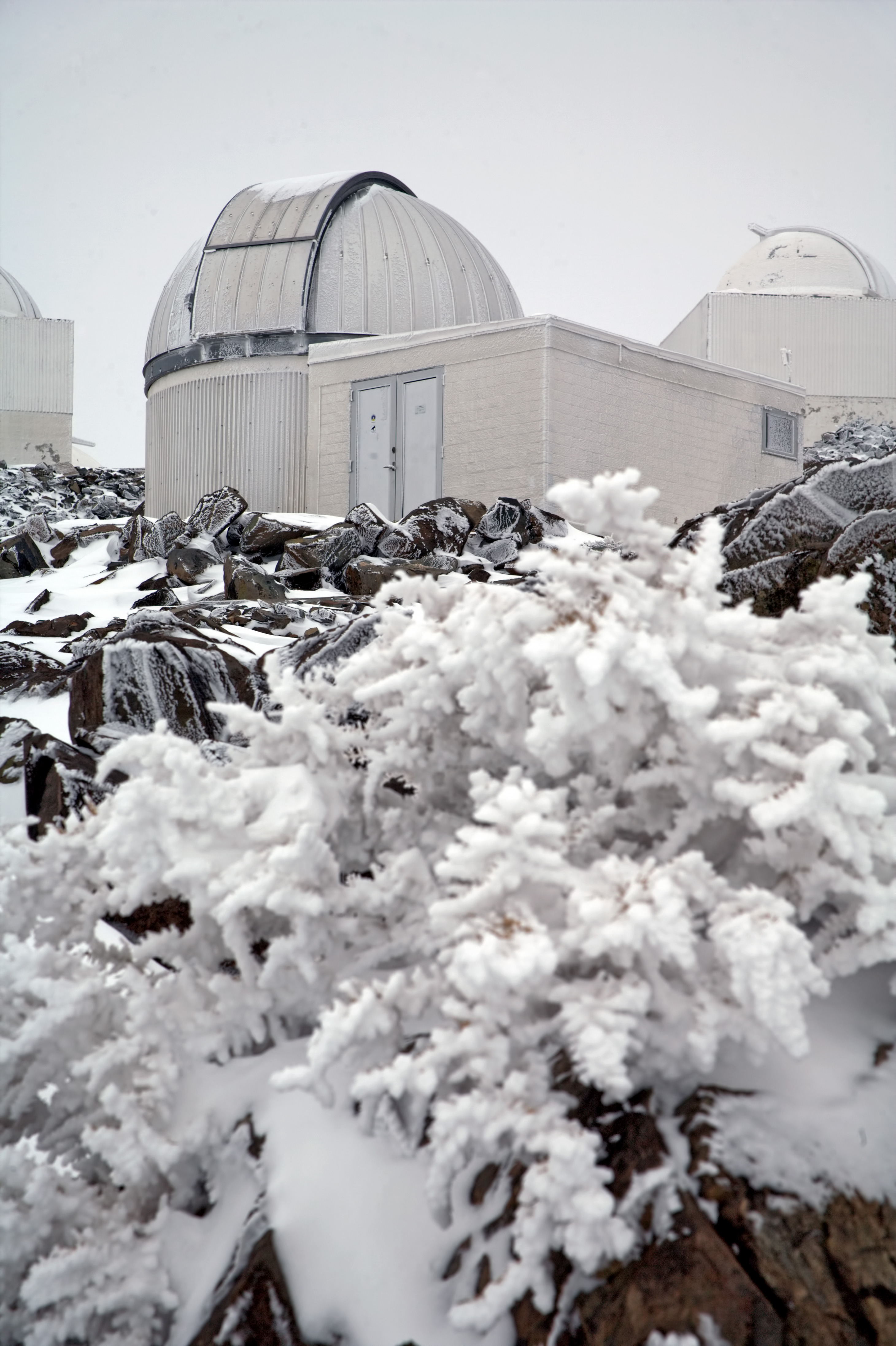
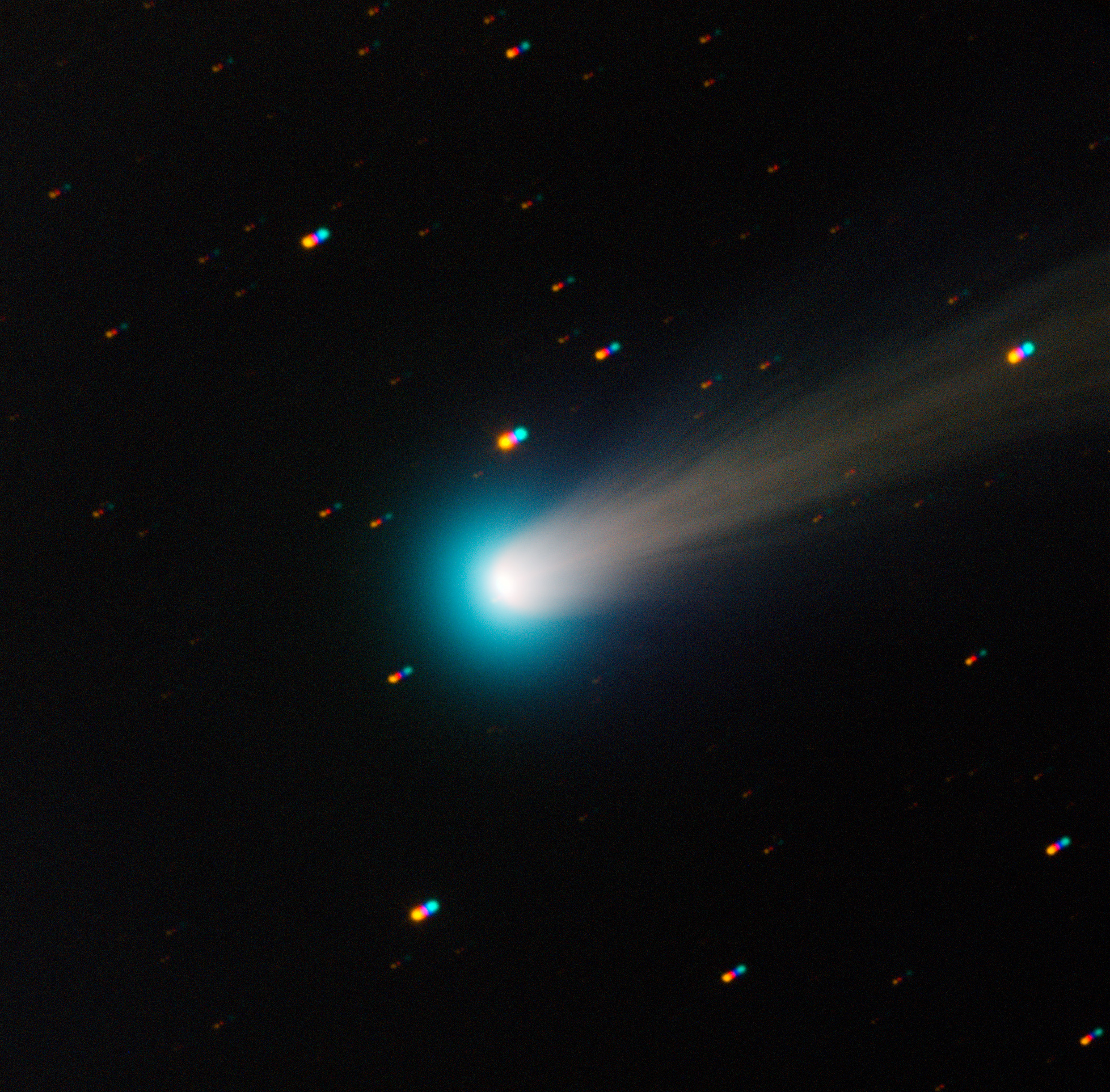
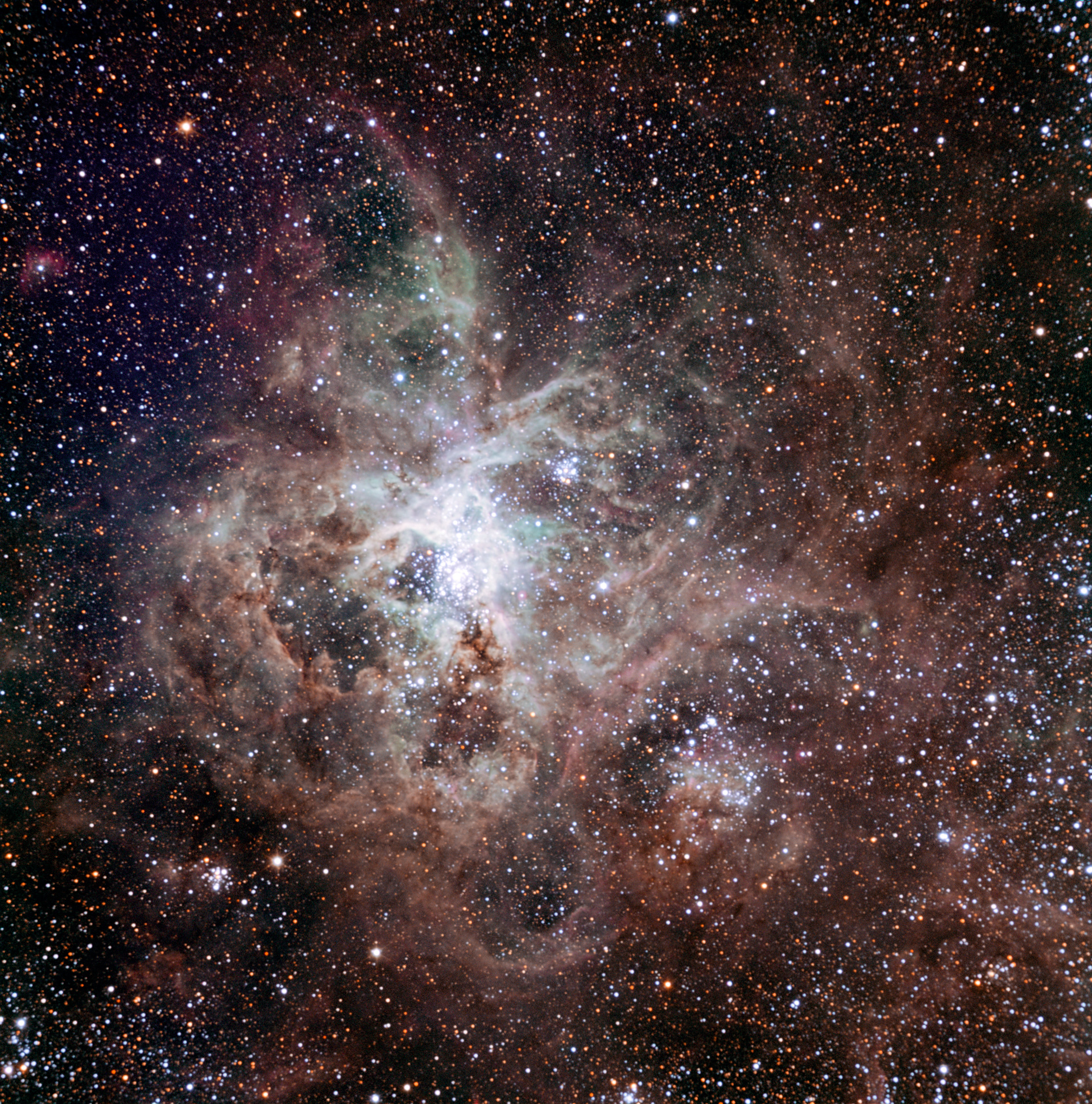